# Selaginella carnerosana
Selaginella carnerosana är en mosslummerväxtart som beskrevs av T. Reeves. Selaginella carnerosana ingår i släktet mosslumrar, och familjen mosslummerväxter. Inga underarter finns listade i Catalogue of Life.